# Accident ferroviaire de Rokken
L'accident ferroviaire de Rokken (六軒事故, Rokken jiko) s'est déroulé au Japon le 15 octobre 1956 avec la collision et le déraillement de deux trains de passagers à la gare de Rokken (en) sur la ligne Sangū à Matsusaka. L'accident eut pour conséquence des améliorations de la signalisation des chemins de fer japonais (en).

## L'accident
Le jour de l'accident, le train Limited Express 243, composé d'une locomotive à vapeur Classe C51 (en) avec neuf voitures de passagers part de la gare de Nagoya pour la gare de Toba. Selon le conducteur du train et le chauffeur, la signalisation à la gare de Rokken indiquait que le train avait droit de passage et il avance alors avec prudence. Par conséquent, le train passe devant les quais de la gare de Rokken à une vitesse de 58 km/h. Cependant, au bout des quais, le conducteur constate que le bâton-pilote (en) n'est pas en place, et que le signal indique « STOP», ce qui indique qu'il est dangereux d'avancer en raison du trafic en sens inverse. Il utilise les freins d'urgence, mais dépasse la barrière de sécurité, ce qui entraîne le déraillement du train, et certaines des voitures du convoi restent partiellement sur les rails de la ligne principale.
Seulement 20 secondes plus tard, le train Limited Express 246, composé d'une locomotive à vapeur Classe C57 (en) et de onze voiture de passagers en direction de Nagoya entre en collision avec la partie déraillée à une vitesse de 55 km/h.
Au total, 42 passagers sont tués et 94 blessés. Certaines des victimes subissent des brûlures graves en raison de la vapeur des chaudières fissurées. Beaucoup de victimes sont des lycéens de Tokyo lors d'une excursion.

## Conséquences

Schéma de l'accident.

Le rapport d'enquête n'est pas concluant, car il ne peut déterminer si l'accident résulte d'un retard dans le fonctionnement du signal par le personnel du train ou d'une mauvaise lecture des signaux par le conducteur de train. Les tribunaux condamnent les deux parties coupables de négligence, et le conducteur du train Limited Express 243 reçoit la plus lourde peine. Parmi les facteurs aggravants sont mentionnés un retard dans l'horaire du train Limited Express 246 en raison de festivités au sanctuaire d'Ise, un système de freinage d'urgence inadéquat et l'incapacité de la gare de Rokken à envoyer un avertissement de signal d'urgence au train Limited Express 246 après le déraillement.
Après l'accident, la Japanese National Railways commence à installer des signaux d'arrêt audibles par le conducteur et met davantage l'accent sur le développement d'un freinage automatique de train (en) avec automatisation des dispositifs de signalisation et utilisation de lampes colorées pour la signalisation.